# 比尔·德夫尼什
比尔·德夫尼什（英語：Bill Devenish，？—），澳大利亚前男子游泳运动员，主攻自由泳。他曾代表澳大利亚参加1970年英联邦运动会游泳比赛，获得二枚金牌和一枚铜牌。